# 中国航空协会大楼
中国航空协会大楼，现名长海医院飞机楼，原为中国航空协会所使用的大楼，位于上海市长海路174号上海长海医院内，建于1935年。目前该楼为中国人民解放军第二军医大学校史陈列馆。

## 历史
一·二八淞沪战争结束后，经上海市政府批准，将原用于上海市立博物馆的土地中划出10亩土地，建造中国航空协会大楼。
飞机楼整体为中西合壁式样、白色飞机造型，为著名建筑大师董大酉的作品。整栋建筑形似一架欲凌空欲飞的飞机，俯看呈工字型，主体建筑为两层小楼。西侧主楼原为航空陈列馆和航空图书馆，楼体较高，东侧主楼以及与西主楼相连的舱体部分为原中国航空协会办公室，东主楼正门上方悬挂有中国航空协会的门匾。西主楼圆形塔楼顶仿中式台有三层雉揲，形似飞机的驾驶舱，檐口有8个螭首探出。
西侧大门为传统带铆钉木门，有龙纹浮雕；东侧大门上有石质中式门档。
1935年10月12日航空协会楼奠基，主席王晓籁主持奠基仪式，上海市长及各界代表出席。1936年5月5日正式交付使用。上海久泰锦记营造厂以10万元中标营建。
1991年，泰国南洋金龙企业有限公司董事长郑钟良到长海医院就医，发现此飞机楼，斥2500万元予以修缮。修复后的飞机楼由中国海协会会长汪道涵题写“飞机楼”匾额。一些国民党政要如张学良等当年为飞机楼题写的墨迹，也在三楼环形碑刻长廊中首次公诸于世。目前该楼是上海市第四批近代优秀历史建筑。2014年，入选上海市文物保护单位。